# Gnamptonychia tiria
Gnamptonychia tiria là một loài bướm đêm thuộc phân họ Arctiinae, họ Erebidae.